# 熊出沒之年貨
熊出没之年货（又名为Boonie Bears: Robo-Rumble）是由華強方特（蕪湖）動漫有限公司（旧称:蕪湖华强动漫有限公司）出品，华强方特（深圳）动漫有限公司（旧称:深圳华强数字动漫有限公司）发行的春节贺岁动画剧情片，是熊出没系列电影之一。制作片长为55分钟，2013年2月在央视少儿频道首次播出。

## 制作发行[2]
| 制作公司                                                       |
| -------------------------------------------------------------- |
| 华强方特（深圳）动漫有限公司（旧称：深圳华强数字动漫有限公司） |
| 蕪湖華強數字動漫有限公司                                       |

### 在线播放平台
- Youtube[3]
- 爱奇艺
- 优酷土豆
- CNTV[4]
- 腾讯视频
- 风行网

## 音乐原声
| 歌曲名             | 作词       | 作曲         | 演唱者 | 备注   |
| 《我还有点小糊涂》 | 丁亮、武斌 | 唐鑫         | 刘晨   | 主题曲 |
| 《T恤衫之歌》      | 丁亮       | 丁亮         | 谭笑   | 插曲   |
| 《伴你成長》       | 丁亮       | 丁亮         | 白挺   | 插曲   |
| 《一路走好》       | 万秦、戴悫 | 李智平、白挺 | 白挺   | 插曲   |
| 《早安大森林》     | 不適用     | 李智平       | 不適用 | 片尾曲 |

## 角色介紹
| 角色     | 配音   | 备注 |
| 熊大     | 张伟   | 熊兄弟的主心骨，是一头足智多谋的狗熊。在光頭強成為護林員後和光頭強及森林裡的動物們一起打敗李老板的伐木機器，保護森林 |
| 熊二     | 张秉君 | 熊二一般情况下呆呆傻傻，憨态可掬，在光頭強成為護林員後和光頭強及森林裡的動物們一起打敗李老板的伐木機器，保護森林。   |
| 光头强   | 谭笑   | 一名伐木工。被李老板解僱後為了買年貨尋找工作，最後成為護林員打敗李老板的伐木機器，並得到動物們的年貨回家過年         |
| 吉吉国王 | 陈光   | 自称“国王”的一只猴子                                                                                                 |
| 蹦蹦     | 李密思 | 一只松鼠，过分胆小而敏感。                                                                                           |
| 毛毛     | 孙晓东 | 一只猴子，吉吉国王的跟班。                                                                                           |
| 涂涂     | 万丹青 | 一只猫头鹰，很健忘，森林里的猫头鹰。                                                                                 |
| 李老板   | 张伟   | 光头强的顶头上司，森林破坏的罪魁祸首。                                                                               |
| 萝卜头   | 孟雨田 | 一只会挖洞的地鼠。                                                                                                   |